# 仲野光馬
仲野 光馬（なかの かづま、1990年3月9日 -）は、地方競馬の船橋競馬場玉井等厩舎所属の騎手である。

## 来歴
騎手になったきっかけは物心がついた頃からスペシャルウィークが好きになり、武豊のガッツポーズに憧れたから。
中学2年から東京競馬場の乗馬センターで乗馬を始める。このとき同級生の平野優（JRA騎手）を乗馬に誘っている。その後JRAの競馬学校の入学試験を受けたが不合格となる。高校に進学し、高校卒業後、地方競馬教養センターの88期生として合格する。しかし、卒業前に体重調整が厳しくなり退学、その後就職する。その後、未練があったため、船橋の川島正行厩舎で調教専門厩務員としてスタートを切り、4年の歳月を経て、一発試験で合格、2014年に騎手としてデビューする。
2014年6月16日、船橋第5競走でテッペントッタルに騎乗しデビューを果たす（11頭立て10着）。2日後の船橋第3競走でエピックに騎乗し、初勝利を挙げる（12頭立て）。
同年、9月7日に川島正行調教師の逝去に伴い暫定的に川島正一厩舎に移籍、10月11日に川島正一厩舎から川勝歩厩舎に移籍した。
2014年は1勝、2015年は0勝に終わったが2016年2月1日に佐藤厚弘厩舎に移籍すると騎乗数も増え5勝を挙げる。
2019年4月1日、矢内博厩舎に所属を変更する。
2021年4月5日、玉井等厩舎に所属を変更する。
2021年ジャパンダートダービーでキャッスルトップに騎乗しJpnI初騎乗を果たすと、12番人気の伏兵ながらJRA勢を破り1着。重賞初制覇が交流JpnIという快挙を成し遂げた。

## 主な騎乗馬
- キャッスルトップ（2021年ジャパンダートダービー）